# Akademia Muzyczna im. Ignacego Jana Paderewskiego w Poznaniu

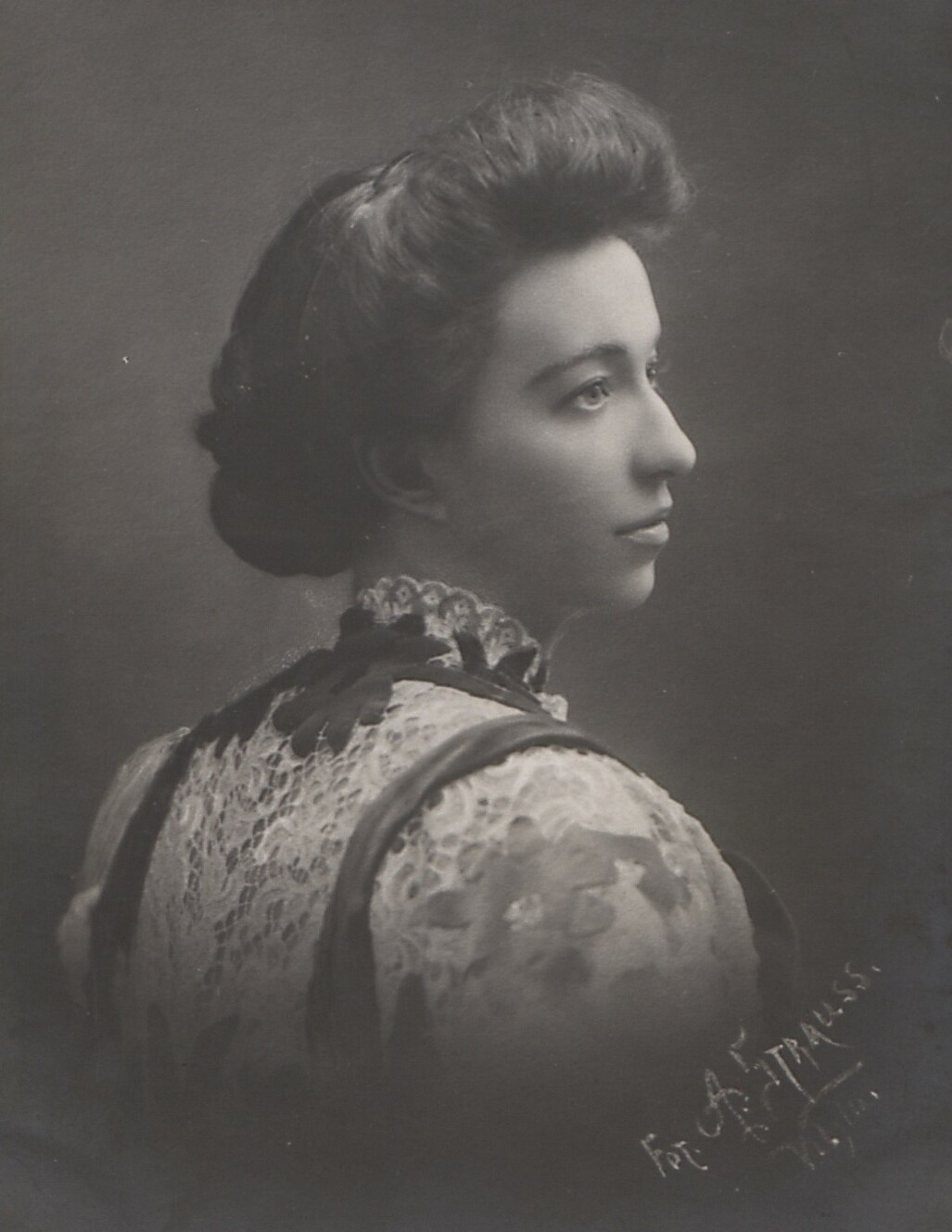
Nuna Młodziejowska-Szczurkiewiczowa, dziekan Wydziału Dramatycznego (1920−1925).

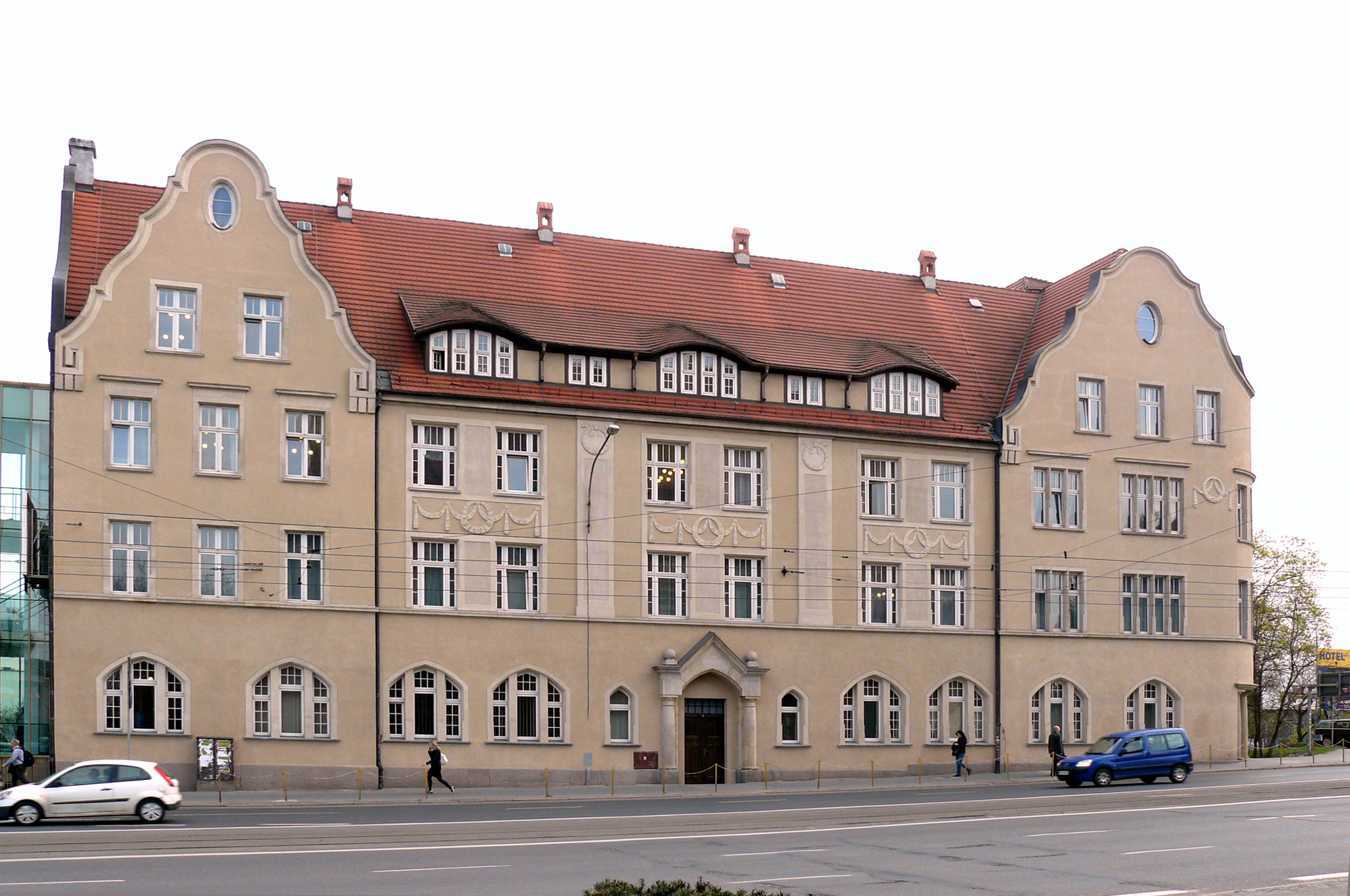
Akademia Muzyczna – stary gmach, dawny Dom Ewangelicki

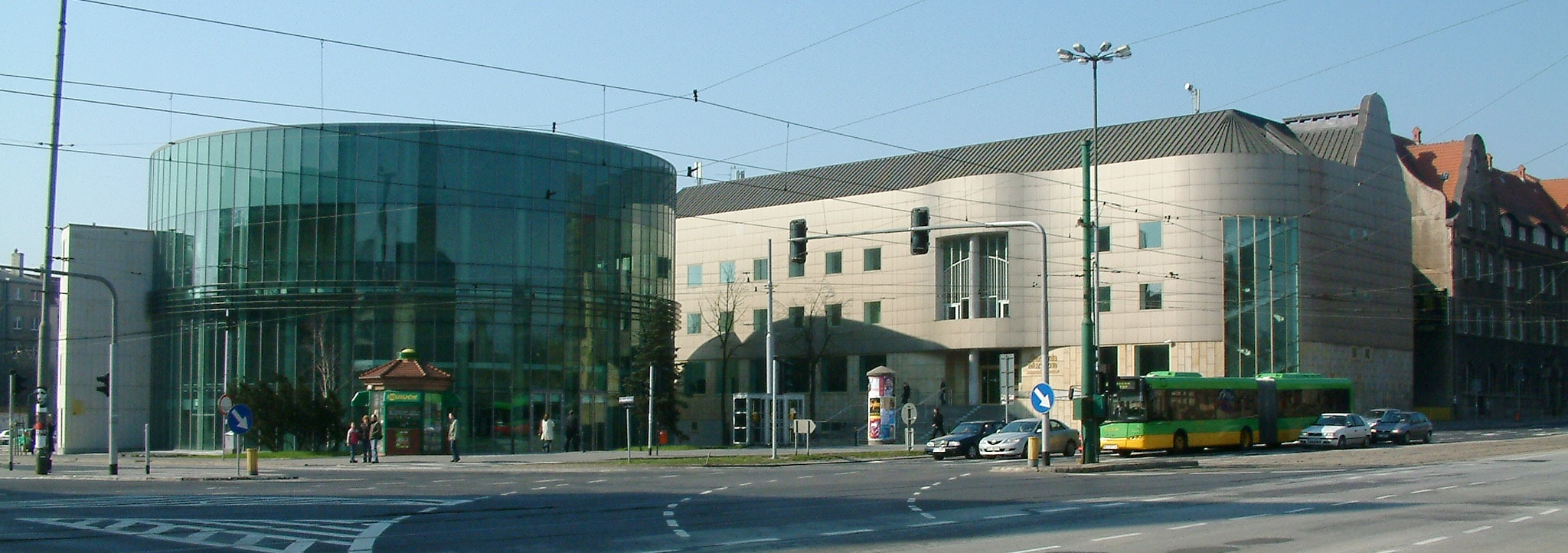
Akademia Muzyczna od strony ul. Święty Marcin

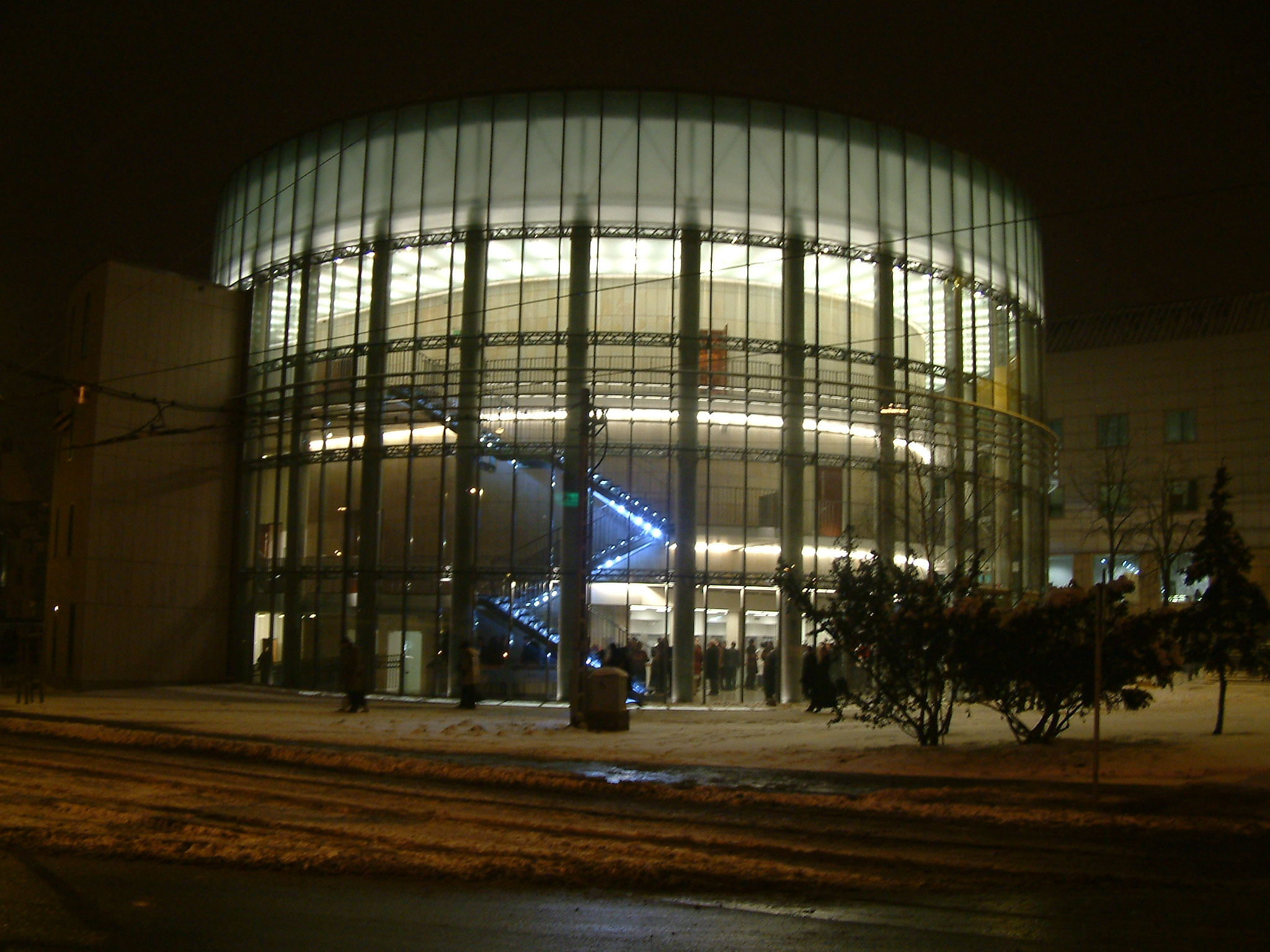
Aula Nova nocą

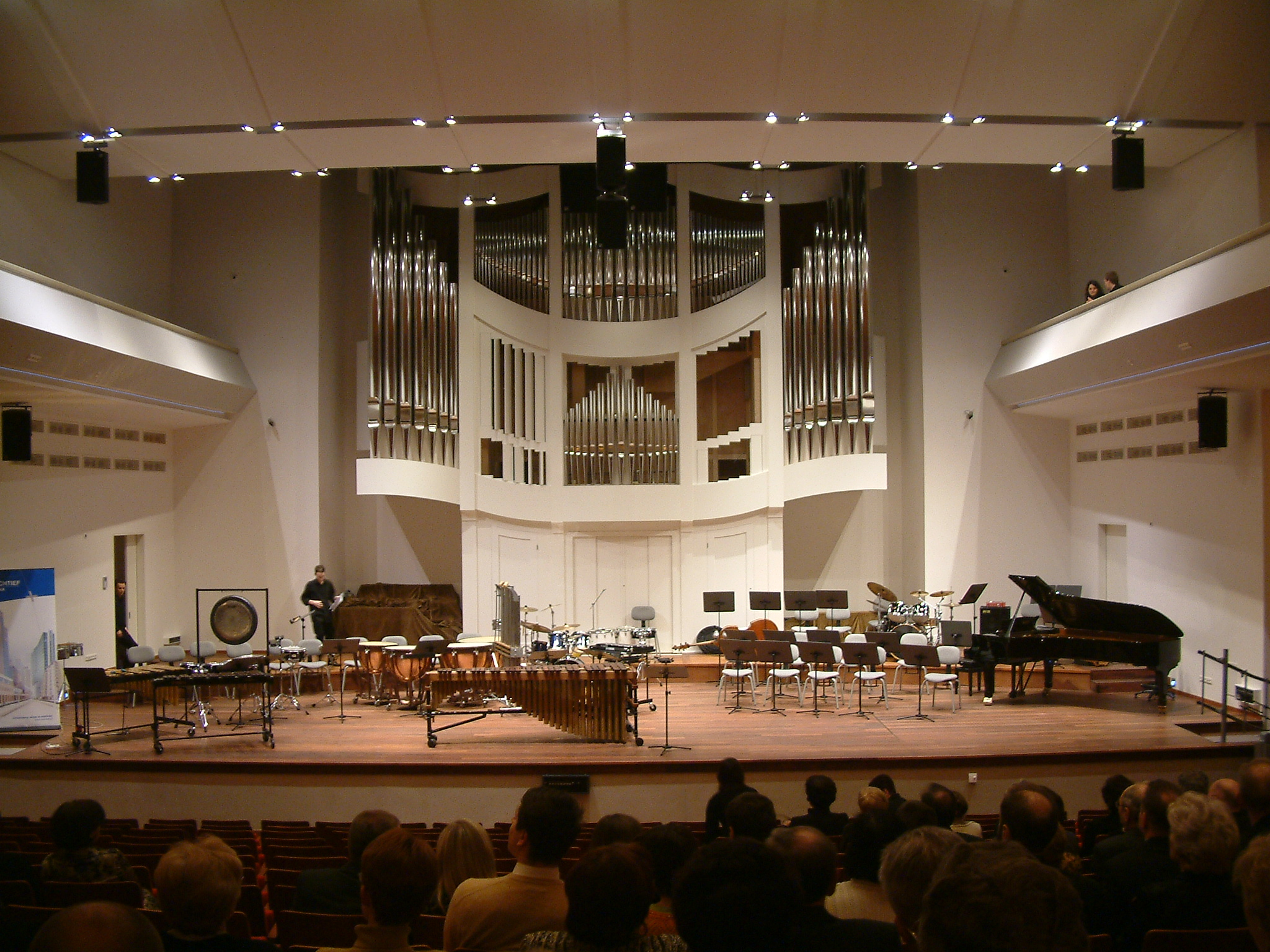
Koncert w Auli Novej dla pracowników firm budujących obiekt (12 lutego 2007)

Akademia Muzyczna im. Ignacego Jana Paderewskiego w Poznaniu – polska państwowa uczelnia muzyczna w Poznaniu powstała w 1920. Ulokowana jest przy ul. Święty Marcin 87 w dawnym Domu Ewangelickim – Evangelisches Vereinshaus, zaprojektowanym w latach 1907−1908 przez architekta Johannesa z Charlottenburga. Uczelnia posiada również Dom Studenta, położony przy ulicy Wronieckiej w Poznaniu.

## Historia
Państwowa Akademia i Szkoła Muzyczna w Poznaniu powstała w 1920. Dwa lata później zamieniono jej nazwę na Państwowe Konserwatorium Muzyczne. W latach 1920−1925 przy Państwowym Konserwatorium Muzycznym działał Wydział Dramatyczny prowadzony przez Nunę Młodziejowską-Szczurkiewiczową. W 1926 została uznana za szkołę średnią. W 1945 reaktywowano Konserwatorium, zaś  1 kwietnia 1946 roku przemianowano je na Państwową Wyższą Szkołę Muzyczną, sześć lat później włączono do niej powstałą w 1947 Państwową Wyższą Szkołę Operową. Obecną nazwę uczelnia otrzymała 1 stycznia 1982.
Z poznańską uczelnią związani byli m.in. dyrygenci – Walerian Bierdiajew, Stanisław Wisłocki; pianiści – Olga Iliwicka-Dąbrowska, Władysław Kędra, Raul Koczalski, Zygmunt Lisicki, Stanisław Szpinalski; kompozytorzy – Florian Dąbrowski, Andrzej Koszewski, Stefan Bolesław Poradowski, Tadeusz Szeligowski; śpiewacy – Antonina Kawecka, Marian Kouba, Stanisław Romański, Irena Winiarska; skrzypkowie – Jadwiga Kaliszewska, Edward Statkiewicz; perkusista – Jerzy Zgodziński.
Akademia Muzyczna jest ważnym ośrodkiem życia muzycznego Poznania. Oddanie do użytku sali koncertowej – Auli Nova (9 października 2006) sprawiło, że Akademia, obok swojej podstawowej pracy dydaktycznej, zaczęła pełnić rolę instytucji kultury. Autorem projektu Auli Nova jest Jerzy Gurawski; projekt otrzymał tytuł „Budowa Roku 2006” i nagrodę pierwszego stopnia w kategorii „Obiekty użyteczności publicznej”. Uczelnia współpracuje z kluczowymi instytucjami kultury Poznania, m.in. z Filharmonią Poznańską im. Tadeusza Szeligowskiego, Towarzystwem Muzycznym im. Henryka Wieniawskiego, Teatrem Wielkim im. Stanisława Moniuszki, Teatrem Muzycznym, Teatrem Polskim, Centrum Kultury „Zamek” oraz Estradą Poznańską, a także realizuje projekty przy wsparciu Ministerstwa Kultury i Dziedzictwa Narodowego, Urzędu Marszałkowskiego Województwa Wielkopolskiego oraz Urzędu Miasta Poznania. Dzięki podpisanym porozumieniom Akademia brała udział w organizacji wielu znaczących festiwali, między innymi Poznańskiej Wiosny Muzycznej, Festiwalu Nostalgia, Międzynarodowego Festiwalu Teatralnego Malta, Festiwalu Made in Chicago, Festiwalu Poznań Baroque.
Uczelnia należy do European Association of Music Conservatoires (AEC).

### Inicjatywy Akademii Muzycznej
- Międzynarodowy Konkurs Pianistyczny „Halina Czerny-Stefańska in memoriam”,
- Międzynarodowy Konkurs Kompozytorski im. Andrzeja Koszewskiego,
- Międzynarodowy Konkurs Lutniczy im. Włodzimierza Kamińskiego,
- Grand Prix Polskiej Chóralistyki im. Stefana Stuligrosza: Poznań – chóralna stolica Polski,
- Ogólnopolski Konkurs Dyrygentów Chóralnych im. prof. Stanisława Kulczyńskiego,
- Ogólnopolski Konkurs Perkusyjny im. Jerzego Zgodzińskiego,
- Akademicki Konkurs Organowy "Romuald Sroczyński in memoriam”.

### Podstawowe statystyki
Poznańska uczelnia jest jedną z ośmiu uczelni muzycznych w Polsce i jedyną w kraju, która prowadzi studia w specjalności: lutnictwo artystyczne. W latach 1945−2005 dyplomy ukończenia studiów otrzymało łącznie (w Poznaniu i w Filii w Szczecinie) ponad 3500 absolwentów. Obecnie w poznańskiej Akademii uczy się ponad 700 osób pod kierunkiem 240 nauczycieli akademickich, w tym 53 z tytułem profesora.

## Wydziały i kierunki studiów

### Struktura funkcjonująca do 2019
Opracowano na podstawie źródła.
Wydział IKompozycji, Dyrygentury, Teorii Muzyki i Rytmiki
- kierunek: Kompozycja i Teoria Muzyki
  - kompozycja
    - kompozycja filmowa i teatralna (specjalizacja w obrębie specjalności kompozycja II stopnia)

  - kompozycja elektroakustyczna (studia I stopnia)
  - publicystyka muzyczna (studia I stopnia)
  - rytmika
  - teoria muzyki

- kierunek: Dyrygentura
  - dyrygentura symfoniczna (studia I stopnia)
  - dyrygentura symfoniczna i operowa (studia II stopnia)

Wydział IIInstrumentalny
- kierunek: Instrumentalistyka
  - gra na instrumencie
  - gra na instrumentach historycznych

- kierunek: Jazz i Muzyka Estradowa
  - gra na instrumencie w zakresie muzyki jazzowej i estradowej
  - kompozycja z aranżacją
  - wokalistyka jazzowa i estradowa

Wydział IIIWokalno-Aktorski
- kierunek: Wokalistyka
  - śpiew musicalowy (studia I stopnia)
  - śpiew solowy

Wydział IVDyrygentury Chóralnej, Edukacji Muzycznej i Muzyki Kościelnej
- edukacja artystyczna w zakresie sztuki muzycznej
  - dyrygentura chóralna
  - dyrygentura orkiestr dętych (studia II stopnia)
  - edukacja muzyczna
  - muzyka kościelna

Wydział VInstrumentów Smyczkowych, Harfy, Gitary i Lutnictwa
- Instrumentalistyka
  - gra na instrumencie
  - lutnictwo artystyczne

### Struktura funkcjonująca od 2019
Opracowano na podstawie źródła.
Wydział IKompozycji, Dyrygentury, Wokalistyki, Teorii Muzyki i Edukacji Artystycznej
- kierunek: dyrygentura
  - dyrygentura symfoniczna (tylko I stopień)
  - dyrygentura symfoniczna i operowa (tylko II stopień)
  - dyrygentura chóralna
  - dyrygentura orkiestr dętych
- kierunek: kompozycja i teoria muzyki
  - kompozycja
    - kompozycja filmowa i teatralna (specjalizacja w obrębie specjalności kompozycja II stopnia)

  - kompozycja elektroakustyczna (tylko I stopień)
  - teoria muzyki
  - publicystyka muzyczna (tylko I stopień)
  - rytmika (tylko I stopień)
  - rytmika z rytmikoterapią (tylko II stopień)
- kierunek: edukacja artystyczna w zakresie sztuki muzycznej
  - edukacja muzyczna (tylko I stopień)
  - projekty artystyczne w edukacji muzycznej (tylko II stopień)
  - prowadzenie szkolnych zespołów muzycznych
  - muzyka kościelna
- kierunek: wokalistyka
  - śpiew solowy
  - śpiew musicalowy (tylko I stopień)

Wydział IIInstrumentalistyki, Wykonawstwa Historycznego, Jazzu i Muzyki Estradowej
- kierunek: instrumentalistyka
  - gra na instrumencie
  - lutnictwo artystyczne
- kierunek: historyczne praktyki wykonawcze
  - gra na instrumencie
- kierunek: jazz i muzyka estradowa
  - gra na instrumencie w zakresie muzyki jazzowej i estradowej
  - kompozycja z aranżacją w zakresie muzyki jazzowej i estradowej
  - wokalistyka w zakresie muzyki jazzowej i estradowej

## Poczet dyrektorów i rektorów
1. Henryk Opieński (1920–1926)
2. Zygmunt Butkiewicz (1926–1929)
3. Zdzisław Jahnke (1930–1939, 1945–1948)
4. Zygmunt Sitowski (1948–1951)
5. Wacław Stefan Lewandowski (1951–1961)
6. Edmund Maćkowiak (1961–1967)
7. Stefan Stuligrosz (1967–1981)
8. Waldemar Andrzejewski (1981–1987)
9. Stanisław Kulczyński (1987–1993)
10. Mieczysław Koczorowski (1993–1999)
11. Stanisław Pokorski (1999–2005)
12. Bogumił Nowicki (2005–2012)
13. Halina Lorkowska (2012–2020)
14. Hanna Kostrzewska (od 2020)

## Osoby związane z uczelnią
W uczelni wykładali m.in.: Antonina Kawecka, Jarosław Mianowski, Jan Astriab, Stefan Stuligrosz, Andrzej Koszewski.

### Doktorzyhonoris causa
- Jan Krenz (2000)
- Stefan Stuligrosz (2002)
- Jadwiga Kaliszewska (2007)
- Wiesław Ochman (2010)
- Andrzej Koszewski (2013)
- Stefan Kamasa (2020)
- Wojciech Pawłowski (2023)

### Znani absolwenci
Kompozytorzy
- Jan Astriab

- Florian Dąbrowski

- Andrzej Koszewski

- Roman Maciejewski

- Tadeusz Baird

- Marek Jasiński

- Janusz Stalmierski

- Monika Kędziora

- Zbigniew Kozub

- Lidia Zielińska

- Artur Kroschel

- Rafał Zapała

- Tomasz Praszczałek

- Aleksander Maliszewski

- Krzesimir Dębski

- Wojciech Olszewski

Dyrygenci, chórmistrzowie
- Bohdan Boguszewski

- Agnieszka Duczmal

- Grzegorz Nowak

- Stefan Stuligrosz

- Mieczysław Dondajewski

- Stanisław Kulczyński

- Maciej Wieloch

- Jacek Sykulski

- Aleksander Maliszewski

- Zbigniew Górny

- Krzesimir Dębski

- Paweł Joks

Skrzypkowie
- Bartosz Bryła

- Jarosław Żołnierczyk

- Mariusz Derewecki

- Piotr Milewski

- Marcin Baranowski

- Bartłomiej Nizioł

- Anna Maria Staśkiewicz

- Agata Szymczewska

- Jakub Haufa

- Jarosław Nadrzycki

- Celina Kotz

Altowioliści
- Stefan Kamasa

- Marcin Murawski

Pianiści
- Anna Organiszczak

- Bogumił Nowicki

- Alicja Kledzik

- Wojciech Olszewski

- Andrzej Tatarski

- Joanna Marcinkowska

- Małgorzata Sajna-Mataczyńska

- Michał Francuz

- Krzysztof Dys

- Piotr Żukowski

- Przemysław Witek

- Jacek Kortus

Wokaliści
- Wojciech Drabowicz

- Iwona Hossa

- Joanna Kozłowska

- Barbara Mądra

- Elżbieta Ardam

- Katarzyna Hołysz

- Andrzej Ogórkiewicz

- Paulos Raptis

- Marek Torzewski

- Jaromir Trafankowski

Twórcy muzyki jazzowej, estradowej i filmowej
- Krzesimir Dębski

- Wojciech Olszewski

- Zbigniew Górny

- Piotr Kałużny

- Maciej Kociński

- Aleksander Maliszewski

- Maciej Fortuna

- Paweł Dobrowolski

- Krzysztof Przybyłowicz

- Katarzyna Stroińska-Sierant

- Zbigniew Wrombel

- Zdzisława Sośnicka

- Reni Jusis

- Krzysztof Dys

Krytycy muzyczni
- Jerzy Waldorff

Gitarzyści
- Tomasz Woźniak (Żyńy)[12]